# 法月綸太郎
法月 綸太郎（のりづき りんたろう、1964年10月15日 -  ）は、日本の小説家、推理作家、文芸評論家・ミステリ評論家。
島根県松江市出身。京都市在住。新本格派ミステリー作家の代表的な一人。2013年6月から2017年6月まで、本格ミステリ作家クラブ第4代会長を務めた。
2002年『都市伝説パズル』で第55回推理作家協会賞短編賞を受賞。日本推理作家協会、探偵小説研究会、本格ミステリ作家クラブ、各会員。

## 人物
京大推理小説研究会出身で、同期には我孫子武丸、綾辻行人らがいる。
京都大学法学部卒業。協和銀行勤務を経て、1988年に『密閉教室』で江戸川乱歩賞の第二次選考を通過し、島田荘司の推薦でデビューした。
ペンネームの由来は、吉川英治の小説『鳴門秘帖』に登場する隠密「法月弦之丞」から。学生時代には「法月林太郎」名義を用いていたが、商業デビューに当たり現在の表記となった。
実作者として活動する傍ら、評論家としても執筆している。推理小説の存在意義や、「密室」を構成することへの必然性に関する論文を発表するなど、「悩める作家」として有名である。それに加えて構築性を旨とする作風からかかなりの遅筆で、何度も作品のあとがきなどで自身の作品発表ペースを自虐的に述べている。
学生時代にはミステリーのほか、カート・ヴォネガット、トマス・ピンチョン、ジョン・バースらアメリカの純文学作家を読み、創作においても影響を受けた。
エラリー・クイーンの心酔者としても知られ、第2作『雪密室』では探偵役に同名の推理小説家、警視をその父親として配するというクイーンの作品と全く同じ設定を持ち込んだ。以降、現在までこのスタイルでシリーズを書き継いでいる。また評論家として、クイーンの作品を積極的に論じ「後期クイーン的問題」を提唱した。
「本格作家にしてハードボイルド派」であるロス・マクドナルドも愛好しており、『頼子のために』等はマクドナルドへのリスペクト作品である。
大学時代から柄谷行人の評論を愛好し、その影響を受けたミステリ論も発表している。また、村上春樹について「ユリイカ」などで何度も論じている。
東野圭吾の『容疑者Xの献身』に登場するP≠NP問題について、「ミステリマガジン」2006年9月号にその解説を執筆する（のちに『名探偵はなぜ時代から逃れられないのか』に収録）など、法学部出身だが数学を小説の題材にすることも多い。
加藤元浩の『Q.E.D. 証明終了』第1シリーズの単行本第17巻の初版帯に推薦文を寄せている。なお、この推薦文はのち同20巻の初版帯にも再録されている。
愛猫のミドロは綾辻行人の小説、「どんどん橋、落ちた」のなかに登場している。
NHK BSプレミアムの『謎解きLIVE 英国式ウィークエンド殺人事件』（2013年12月7日、8日）に解答者としてゲスト出演した。

## 文学賞受賞・候補歴
- 1992年 - 『一の悲劇』で第45回日本推理作家協会賞（長編部門）候補[5]。
- 1993年 - 「重ねて二つ」で第46回日本推理作家協会賞（短編および連作短編集部門）候補[6]。
- 1995年 - 『二の悲劇』で第48回日本推理作家協会賞（長編部門）候補[7]。
- 1999年 - 「使用中」で第52回日本推理作家協会賞（短編および連作短編集部門）候補[8]。
- 2000年 - 『法月綸太郎の新冒険』で第53回日本推理作家協会賞（長編および連作短編集部門）候補[9]。
- 2002年 - 「都市伝説パズル」で第55回日本推理作家協会賞（短編部門）受賞[10]。
- 2003年 - 『法月綸太郎の功績』で第3回本格ミステリ大賞（小説部門）候補[11]。
- 2005年 - 『生首に聞いてみろ』で第5回本格ミステリ大賞（小説部門）受賞[12]。
- 2008年 - 『法月綸太郎ミステリー塾 日本編 名探偵はなぜ時代から逃れられないのか』『法月綸太郎ミステリー塾 海外編 複雑な殺人芸術』で第8回本格ミステリ大賞（評論・研究部門）候補[13]。
- 2012年 - 『キングを探せ』で第12回本格ミステリ大賞（小説部門）候補[14]。
- 2014年 - 『ノックス・マシン』で第14回本格ミステリ大賞（小説部門）候補[15]。
- 2025年 - 『死体置き場で待ち合わせ 新保博久 法月綸太郎 往復書簡』 で第25回本格ミステリ大賞（評論・研究部門）受賞[16]。

## ミステリ・ランキング

### 週刊文春ミステリーベスト10
- 1999年 - 『法月綸太郎の新冒険』16位
- 2002年 - 『法月綸太郎の功績』15位
- 2004年 - 『生首に聞いてみろ』2位
- 2012年 - 『キングを探せ』5位
- 2013年 - 『ノックス・マシン』3位
- 2016年 - 『挑戦者たち』16位

### このミステリーがすごい!
- 1988年 - 『密閉教室』8位
- 1991年 - 『頼子のために』16位
- 1992年 - 『一の悲劇』19位
- 1993年 - 『ふたたび赤い悪夢』18位
- 1995年 - 『二の悲劇』10位
- 2000年 - 『法月綸太郎の新冒険』11位
- 2005年 - 『生首に聞いてみろ』1位
- 2007年 - 『怪盗グリフィン、絶体絶命』8位
- 2013年 - 『キングを探せ』8位
- 2014年 - 『ノックス・マシン』1位
- 2017年 - 『挑戦者たち』12位
- 2020年 - 『法月綸太郎の消息』27位

### 本格ミステリ・ベスト10
- 2000年 - 『法月綸太郎の新冒険』1位
- 2003年 - 『法月綸太郎の功績』2位
- 2005年 - 『生首に聞いてみろ』1位
- 2007年 - 『怪盗グリフィン、絶体絶命』25位
- 2009年 - 『犯罪ホロスコープI』17位、『しらみつぶしの時計』19位
- 2013年 - 『キングを探せ』1位
- 2014年 - 『ノックス・マシン』4位
- 2017年 - 『挑戦者たち』15位
- 2020年 - 『法月綸太郎の消息』17位

### ミステリが読みたい!
- 2013年 - 『キングを探せ』2位
- 2014年 - 『ノックス・マシン』1位
- 2017年 - 『挑戦者たち』8位
- 2020年 - 『法月綸太郎の消息』15位

## 文学賞選考委員歴
- 創元推理評論賞：第1回（1994年） - 第10回（2003年）
- 日本推理作家協会賞 長編及び連作短編集部門：第58回（2005年）
- 日本推理作家協会賞 短編部門：第59回（2006年） - 第60回（2007年）
- 日本推理作家協会賞 評論その他の部門：第59回（2006年） - 第60回（2007年）
- ミステリーズ！新人賞：第9回（2012年） -

## 作品リスト

### 単行本

#### 法月綸太郎シリーズ
- 雪密室（1989年4月 講談社ノベルス / 1992年3月 講談社文庫 / 2023年2月 講談社文庫【新装版】）
- 誰彼（1989年10月 講談社ノベルス / 1992年9月 講談社文庫 / 2021年1月 講談社文庫【新装版】）
- 頼子のために（1990年6月 講談社ノベルス / 1993年5月 講談社文庫 / 2017年12月 講談社文庫【新装版】）
- 一の悲劇（1991年4月 祥伝社 ノン・ノベル / 1996年7月 祥伝社 ノン・ポシェット / 2022年4月 祥伝社文庫【新装版】）
- ふたたび赤い悪夢（1992年4月 講談社ノベルス / 1995年6月 講談社文庫）
- 法月綸太郎の冒険（1992年11月 講談社ノベルス / 1995年11月 講談社文庫）
  - 収録作品
    - 死刑囚パズル（初出：天山出版『コットン』1992年6月号、7月号）
    - 黒衣の家（初出：天山出版『コットン』1990年10月号）
    - カニバリズム小論（初出：天山出版『コットン』1991年10月号）
    - 切り裂き魔（初出：天山出版『コットン』1990年4月号）
    - 緑の扉は危険（初出：祥伝社『小説NON』1991年5月号）
    - 土曜日の本（初出：『鮎川哲也と十三の謎'91』）
    - 過ぎにし薔薇は……（初出：角川書店『野性時代』1992年7月号） - 「図書館綺談」改題
- 二の悲劇（1994年7月 祥伝社 ノン・ノベル / 1997年7月 祥伝社 ノン・ポシェット / 2022年10月 祥伝社文庫【新装版】）
- 法月綸太郎の新冒険（1999年5月 講談社ノベルス / 2002年7月 講談社文庫）
  - 収録作品
    - イントロダクション（初出：講談社『IN POCKET』1997年3月号） - 「名探偵の自筆調書」改題
    - 背信の交点（初出：講談社『IN POCKET』1996年10月号）
    - 世界の神秘を解く男（初出：講談社『IN POCKET』1997年10月号）
    - 身投げ女のブルース（初出：集英社『小説すばる』1998年3月号、4月号）
    - 現場から生中継（初出：講談社『IN POCKET』1998年12月号）
    - リターン・ザ・ギフト（初出：講談社『小説現代』1999年5月増刊号メフィスト）
- 法月綸太郎の功績（2002年6月 講談社ノベルス / 2005年6月 講談社文庫）
  - 収録作品
    - イコールYの悲劇（初出：『「Y」の悲劇』）
    - 中国蝸牛の謎（初出：講談社『小説現代』2000年5月増刊号メフィスト、2000年9月増刊号メフィスト）
    - 都市伝説パズル（初出：講談社『小説現代』2001年9月増刊号メフィスト）
    - ABCD包囲網（初出：『「ABC」殺人事件』）
    - 縊心伝心（初出：講談社『小説現代』2002年5月増刊号メフィスト）
- 生首に聞いてみろ（2004年9月 角川書店 / 2007年10月 角川文庫）
- 犯罪ホロスコープI 六人の女王の問題（2008年1月 光文社 カッパ・ノベルス / 2010年7月 光文社文庫）
  - 収録作品
    - ギリシャ羊の秘密（初出：光文社『ジャーロ』2007年冬号）
    - 六人の女王の問題（初出：光文社『ジャーロ』2007年冬号）
    - ゼウスの息子たち（初出：東京創元社『ミステリーズ！』2004年6月号、8月号）
    - ヒュドラ第十の首（初出：産経新聞社『夕刊フジ』2005年7月5日号 - 8月1日号）
    - 鏡の中のライオン（初出：光文社『ジャーロ』2007年春号、夏号）
    - 冥府に囚われた娘（初出：光文社『ジャーロ』2007年秋号）
- キングを探せ（2011年12月 講談社 / 2013年12月 講談社ノベルス / 2015年9月 講談社文庫）
- 犯罪ホロスコープII 三人の女神の問題（2012年12月 光文社 カッパ・ノベルス / 2015年1月 光文社文庫）
  - 収録作品
    - 宿命の交わる城で（初出：光文社『ジャーロ』2008年夏号、秋号） - 「正義の女神の裁き」改題
    - 三人の女神の問題（初出：光文社『ジャーロ』2009年冬号、春号） - 「サソリの紅い心臓」改題
    - オーキュロエの死（初出：光文社『ジャーロ』2009年夏号、2010年冬号）
    - 錯乱のシランクス（初出：光文社『ジャーロ』2010年夏号、秋冬号、2011年春号）
    - ガニュメデスの骸（初出：光文社『ジャーロ』2011年夏号、秋冬号、2012年春号）
    - 引き裂かれた双魚（初出：光文社『ジャーロ』2012年夏号）
- 名探偵傑作短篇集 法月綸太郎篇（2017年8月 講談社文庫）
  - 収録作品：過ぎにし薔薇は…… / 背信の交点 / 世界の神秘を解く男 / リターン・ザ・ギフト / 都市伝説パズル / 縊心伝心
- 法月綸太郎の消息 (2019年9月 講談社 / 2022年10月 講談社文庫)
  - 収録作品
    - 白面のたてがみ（書き下ろし）
    - あべこべの遺書（初出：『7人の名探偵 新本格30周年記念アンソロジー』）
    - 殺さぬ先の自首（初出：講談社『メフィスト』2018 VOL.3、2019 VOL.1）
    - カーテンコール（初出：講談社『メフィスト』2018 VOL.1、VOL.2）

#### 怪盗グリフィンシリーズ
- 怪盗グリフィン、絶体絶命（2006年3月 講談社 ミステリーランド / 2012年8月 講談社ノベルス / 2014年9月 講談社文庫）
- 怪盗グリフィン対ラトウィッジ機関（2015年7月 講談社 / 2017年9月 講談社文庫）

#### ノンシリーズ
- 密閉教室（1988年10月 講談社ノベルス / 1991年9月 講談社文庫 / 2008年4月 講談社文庫【新装版】）
  - ノーカット版 密閉教室（2002年11月 講談社 / 2007年2月 講談社BOX）
- パズル崩壊 WHODUNIT SURVIVAL 1992-95（1996年6月 集英社 / 1998年8月 講談社ノベルス / 1999年9月 集英社文庫 / 2015年12月 角川文庫）
  - 収録作品
    - 重ねて二つ（初出：『ミステリの愉しみ5 奇想の復活』）
    - 懐中電灯（初出：集英社『小説すばる』1994年11月号）
    - 黒のマリア（初出：集英社『小説すばる』1995年8月号）
    - トランスミッション（初出：角川書店『野性時代』1994年8月号）
    - シャドウ・プレイ（初出：角川書店『野性時代』1995年8月号）
    - ロス・マクドナルドは黄色い部屋の夢を見るか？（初出：角川書店『野性時代』1994年1月号）
    - カット・アウト（初出：新潮社『小説新潮』1995年6月号） - 「燃え尽きた残像」改題
    - ......GALLONS OF RUBBING ALCOHOL FLOW THROUGH THE STRIP（初出：福武書店『海燕』1995年1月号） - 「BAR STOOL BLUES」改題
- しらみつぶしの時計（2008年7月 祥伝社 / 2011年2月 祥伝社 ノン・ノベル / 2013年2月 祥伝社 ノン・ポシェット）
  - 収録作品
    - 使用中（初出：新潮社『小説新潮』1998年6月号）
    - ダブル・プレイ（初出：祥伝社『小説NON』1998年10月増刊号）
    - 素人芸（初出：講談社『小説現代』1999年9月増刊号メフィスト）
    - 盗まれた手紙（初出：講談社『小説現代』2003年5月増刊号メフィスト）
    - イン・メモリアル（初出：講談社『小説現代』2007年2月号）
    - 猫の巡礼（初出：講談社『小説現代』2007年6月号）
    - 四色問題（初出：祥伝社『小説NON』2004年11月号）
    - 幽霊をやとった女（初出：光文社『ジャーロ』2006年冬号）
    - しらみつぶしの時計（初出：祥伝社『小説NON』2008年3月号）
    - トゥ・オブ・アス（初出：祥伝社『小説NON』1998年6月号）
- ノックス・マシン（2013年3月 角川書店 / 2015年11月 角川文庫）
  - 収録作品
    - ノックス・マシン（初出：角川書店『野性時代』2008年5月号）
    - 引き立て役倶楽部の陰謀（初出：角川書店『野性時代』2009年10月号）
    - バベルの牢獄（初出：『NOVA2 書き下ろし日本SFコレクション』）
    - 論理蒸発 ノックス・マシン2（初出：角川書店『野性時代』2013年1月号、2月号）
- 挑戦者たち（2016年8月 新潮社）
- 赤い部屋異聞（2019年12月 角川書店 / 2023年5月 角川文庫）
  - 収録作品
    - 赤い部屋異聞（初出：角川書店『野性時代』2015年9月号）
    - 砂時計の伝言（初出：角川書店『野性時代』2016年6月号）
    - 続・夢判断（初出：角川書店『文芸カドカワ』2017年1月号）
    - 対位法（初出：角川書店『文芸カドカワ』2017年9月号）
    - まよい猫（初出：マガジンハウス『ウフ.』2008年3月号）
    - 葬式がえり（初出：『奇想天外 21世紀版 アンソロジー』）
    - 最後の一撃（初出：新潮社『小説新潮』2015年1月号）
    - だまし舟（書き下ろし）
    - 迷探偵誕生（初出：『惑―まどう― アンソロジー』）

### アンソロジー
「」内が法月綸太郎の作品

#### 日本推理作家協会・編
- 推理小説代表作選集 推理小説年鑑1993（1993年6月 講談社）「重ねて二つ」
  - 【改題】死導者がいっぱい 講談社文庫ミステリー傑作選31（1996年11月 講談社文庫）
- 推理小説代表作選集 推理小説年鑑1995（1995年6月 講談社）「懐中電灯」
  - 【改題】殺人博物館へようこそ 講談社文庫ミステリー傑作選34（1998年4月 講談社文庫）
- 推理小説代表作選集 推理小説年鑑1996（1996年6月 講談社）「カットアウト」
  - 【改題】どたん場で大逆転 講談社文庫ミステリー傑作選35（1999年4月 講談社文庫）
- 推理小説代表作選集 推理小説年鑑1997（1997年6月 講談社）「背信の交点」
  - 【改題】殺人哀モード 講談社文庫ミステリー傑作選37（2000年4月 講談社文庫）
- 最新「珠玉推理」大全 中（1998年9月 光文社カッパ・ノベルス）「シャドウ・ プレイ」
  - 【改題】怪しい舞踏会 日本ベストミステリー選集29（2002年5月 講談社文庫）
- 推理小説代表作選集 推理小説年鑑1999（1999年6月 講談社）「使用中」
  - 【改題】殺人買います 講談社文庫ミステリー傑作選41（2002年8月 講談社文庫）
- ザ・ベストミステリーズ 推理小説年鑑2001（2001年6月 講談社）「中国蝸牛の謎」
  - 【改題】殺人作法 ミステリー傑作選45（2004年9月 講談社文庫）
- 事件現場に行こう（2001年11月 光文社 カッパ・ノベルス / 2006年4月 光文社文庫）「素人芸」
- ザ・ベストミステリーズ 推理小説年鑑2002（2002年7月 講談社）「都市伝説パズル」
  - 【改題】零時の犯罪予報 講談社文庫ミステリー傑作選46（2005年4月 講談社文庫）
- ザ・ベストミステリーズ 推理小説年鑑2003（2003年7月 講談社）「縊心伝心」
  - 【改題】殺人の教室 ミステリー傑作選（2006年4月 講談社文庫）
- ザ・ベストミステリーズ 推理小説年鑑2004（2004年7月 講談社）「盗まれた手紙」
  - 【改題】犯人たちの部屋 ミステリー傑作選（2007年11月 講談社文庫）
- 推理作家になりたくて 第6巻 謎 マイベストミステリー（2004年4月 文藝春秋）「ロス・マクドナルドは黄色い部屋の夢を見るか？」
  - 【改題】マイ・ベスト・ミステリー6（2007年12月 文春文庫）
- ザ・ベストミステリーズ 推理小説年鑑2005（2005年7月 講談社）「ゼウスの息子たち」
  - 【改題】隠された鍵 ミステリー傑作選（2008年11月 講談社文庫）
- 名探偵の奇跡（2007年9月 光文社 カッパ・ノベルス / 2010年5月 光文社文庫）「四色問題」
- ザ・ベストミステリーズ 推理小説年鑑2008（2008年7月 講談社）「ギリシャ羊の秘密」
  - 【改題】Play 推理遊戯 ミステリー傑作選（2011年4月 講談社文庫）
- ザ・ベストミステリーズ 推理小説年鑑2009（2009年7月 講談社）「しらみつぶしの時計」
  - 【改題】Spiral めくるめく謎 ミステリー傑作選（2012年11月 講談社文庫）
- 京極夏彦選 スペシャル・ブレンド・ミステリー 謎004（2009年9月 講談社文庫）「重ねて二つ」
- 暗闇を見よ（2010年11月 光文社 カッパ・ノベルス / 2015年4月 光文社文庫）「引き立て役倶楽部の陰謀」
- 辻村深月選 スペシャル・ブレンド・ミステリー 謎008（2013年10月 講談社文庫）「背信の交点」
- 推理作家謎友録 日本推理作家協会70周年記念エッセイ（2017年8月 角川文庫）「この十年のマイベストミステリ：フィリップ・カー『静かなる炎』」※エッセイアンソロジー

#### 本格ミステリ作家クラブ・編
- 本格ミステリ01（2001年7月 講談社ノベルス）「中国蝸牛の謎」
  - 【分冊改題】透明な貴婦人の謎（2005年1月 講談社文庫）
- 本格ミステリ04（2004年7月 講談社ノベルス）「盗まれた手紙」
  - 【改題】深夜バス78回転の問題（2008年1月 講談社文庫）
- 本格ミステリ08（2008年6月 講談社ノベルス）「ギリシャ羊の秘密」
  - 【改題】見えない殺人カード（2012年1月 講談社文庫）
- 本格ミステリ09（2009年6月 講談社ノベルス）「しらみつぶしの時計」
  - 【改題】空飛ぶモルグ街の研究（2013年1月 講談社文庫）
- 本格ミステリ'10（2010年6月 講談社ノベルス）「サソリの紅い心臓」
  - 【改題】凍れる女神の秘密（2014年1月 講談社文庫）【改題】「三人の女神の問題」
- ミステリ・オールスターズ（2010年9月 角川書店 / 2012年9月 角川文庫）「かえれないふたり 第四章 双子の伝承」※リレー小説
- ベスト本格ミステリ2018（2018年6月 講談社ノベルス）「葬式がえり」

#### その他
- 鮎川哲也と十三の謎'91（1991年12月 東京創元社）「鮎川哲也と五十円玉二十枚の謎・解決編Ⅰ」
- 奇想の復活 ミステリーの愉しみ5（1992年9月 立風書房）「重ねて二つ」
- 競作 五十円玉二十枚の謎（1993年1月 東京創元社 / 2000年11月 創元推理文庫）「解決編」（文庫版は「解答編――土曜日の本」に改題）
- 密室 ミステリーアンソロジー（1994年5月 カドカワノベルズ / 1997年9月 角川文庫）「ロス・マクドナルドは黄色い部屋の夢を見るか？」
- 密室殺人事件 ミステリーアンソロジー（1994年12月 角川書店）「緑の扉は危険」
- 誘拐 ミステリーアンソロジー（1995年1月 カドカワノベルズ / 1997年10月 角川文庫）「トランスミッション」
- 不在証明崩壊 ミステリーアンソロジー（1996年4月 カドカワノベルズ / 2000年5月 角川文庫）「シャドウ・ プレイ」
- 名探偵の饗宴（1998年3月 朝日新聞社 / 2015年3月 朝日文庫）「禁じられた遊び」
- 不条理な殺人 ミステリー・アンソロジー（1998年7月 祥伝社文庫）「トゥ・オブ・アス」
- 不透明な殺人 ミステリー・アンソロジー（1999年2月 祥伝社文庫）「ダブル・プレイ」
- 大密室（1999年6月 新潮社 / 2002年2月 新潮文庫）「使用中」
- 「Y」の悲劇（2000年7月 講談社文庫）「イコールYの悲劇」
- 「ABC」殺人事件（2001年11月 講談社文庫）「ABCD包囲網」
- 贈る物語Mystery（2002年11月 光文社 / 2006年10月 光文社文庫）「カニバリズム小論」
- 愛憎発殺人行 鉄道ミステリー名作館（2004年5月 徳間文庫）「背信の交点」
- あなたが名探偵（2005年8月 創元クライム・クラブ / 2009年4月 創元推理文庫）「ゼウスの息子たち」
- 気分は名探偵 犯人当てアンソロジー（2006年5月 徳間書店 / 2008年9月 徳間文庫）「ヒュドラ第十の首」
- 吹雪の山荘 赤い死の影の下に（2008年1月 東京創元社）「第五章 吹雪物語（──夢と知性）」「第六章 《時は来た……》」※リレー小説
  - 【改題】吹雪の山荘（2014年11月 創元推理文庫）
- 超弦領域 年刊日本SF傑作選（2009年6月 創元SF文庫）「ノックス・マシン」
- 9の扉（2009年7月 マガジンハウス / 2013年11月 角川文庫）「まよい猫」
- NOVA 2 書き下ろし日本SFコレクション（2010年7月 河出文庫）「バベルの牢獄」
- 0番目の事件簿（2012年11月 講談社）「殺人パントマイム」
- 私がデビューしたころ ミステリ作家51人の始まり（2014年6月 東京創元社）「ブルー・デイズ」※エッセイアンソロジー
- 古書ミステリー倶楽部 傑作推理小説集III（2015年5月 光文社文庫）「緑の扉は危険」
- 自薦 THE どんでん返し（2016年5月 双葉文庫）「カニバリズム小論」
- 短篇ベストコレクション 現代の小説2017（2017年6月 徳間文庫）「砂時計の伝言」
- 惑―まどう― アンソロジー（2017年7月 新潮社）「迷探偵誕生」
- ７人の名探偵 新本格30周年記念アンソロジー（2017年9月 講談社ノベルス）「あべこべの遺書」
- 奇想天外 21世紀版 アンソロジー（2017年10月 南雲堂）「葬式がえり」
- 博奕のアンソロジー 宮内悠介リクエスト！（2019年1月 光文社）「負けた馬がみな貰う」
- ステイホームの密室殺人２（2020年9月 星海社）「題名のない朗読会（抄）」
- 超短編！ 大どんでん返し（2021年2月 小学館文庫）「親友交歓」
- あなたも名探偵（2021年2月 東京創元社）「心理的瑕疵あり」
- 推理の時間です（2024年1月 講談社）「被疑者死亡により」

### 単著未収録短編
- 禁じられた遊び（朝日新聞社『小説トリッパー』1995年冬季号）
- 殺人パントマイム（講談社『メフィスト』2007年5月号）
- 負けた馬がみな貰う（光文社『小説宝石』2018年9月号）
- 題名のない朗読会（抄）（星海社FICTIONS「ステイホームの密室殺人２」）
- 親友交歓（小学館『STORY BOX』2018年11月号）
- 心理的瑕疵あり（東京創元社『ミステリーズ！』vol.100 APRIL 2020 - vol.101 JUNE 2020）
- 被疑者死亡により（講談社『メフィスト』2023 WINTER VOL.6）
- 次はあんたの番だよ（講談社『メフィスト』2024 AUTUMN VOL.13）

### 評論
- 謎解きが終ったら 法月綸太郎ミステリー論集（1998年9月 講談社 / 2002年2月 講談社文庫）
- 法月綸太郎ミステリー塾 日本編 名探偵はなぜ時代から逃れられないのか（2007年1月 講談社）
- 法月綸太郎ミステリー塾 海外編 複雑な殺人芸術（2007年1月 講談社）
- 法月綸太郎ミステリー塾 疾風編 盤面の敵はどこへ行ったか（2013年11月 講談社）
- 法月綸太郎ミステリー塾 怒濤編 フェアプレイの向こう側（2021年11月 講談社）
- 死体置き場で待ち合わせ 新保博久 法月綸太郎 往復書簡（2024年12月 光文社） - 共著：新保博久

### 編纂
- 法月綸太郎の本格ミステリ・アンソロジー（2005年10月 角川文庫）
- 物しか書けなかった物書き（ロバート・トゥーイ著、2007年2月 河出書房新社）

## メディア・ミックス

### テレビドラマ
- 誘拐ミステリー超傑作 法月綸太郎 一の悲劇（2016年9月23日、フジテレビ系、主演：長谷川博己）[17]
- ザ・ロード：1の悲劇（2021年8月4日 - 9月9日、tvN、主演：チ・ジニ）

### 漫画
- 都市伝説パズル 法月綸太郎の事件簿（画：風祭壮太 2003年3月 秋田書店）
  - 収録作品：都市伝説パズル / 世界の神秘を解く男 / 現場から生中継 / 黒衣の家

## 日本国外での刊行

### 中国本土（簡化字）
- 怪盗格里芬（2009年8月、陽光出版社、ISBN 9787806204696）- 怪盗グリフィン、絶体絶命
- 一的悲劇（吉林出版集団有限責任公司 刊行予定）- 一の悲劇
- 二的悲劇（吉林出版集団有限責任公司 刊行予定）- 二の悲劇
- 唯一正確的時鐘（吉林出版集団有限責任公司 2011年5月）- しらみつぶしの時計
- 犯罪十二宮Ⅰ（吉林出版集団有限責任公司 2010年10月）- 犯罪ホロスコープ1

### 台灣（正体字）
- 去問人頭吧（2006年10月、独歩文化〈日本推理名家傑作選〉、ISBN 9866954099） - 生首に聞いてみろ
- 一的悲劇（2008年9月、皇冠文化出版 〈推理謎シリーズ〉、ISBN 9789573324652）- 一の悲劇
- 二的悲劇（2009年4月、皇冠文化出版 〈推理謎シリーズ〉、ISBN 9789573325321）- 二の悲劇
- 為了頼子（2014年8月、獨歩文化 〈日本推理名家傑作選〉、ISBN 9789866043970）- 頼子のために

### 韓国
- 単行本
  - 잘린 머리에게 물어봐（2010年2月、viche〈ブラック&ホワイトシリーズ〉、チェ・ゴウン訳、ISBN 9788992036016）- 生首に聞いてみろ
- 短編
  - 重ねて二つ
    - 두 동강이 난 남과 여（直訳：二つに切れた男と女）- 1999年6月、日本推理作家協会編・韓国推理作家協会訳『두 동강이 난 남과 여 - 현대 일본추리 대표걸작선（二つに切れた男と女 - 現代日本推理代表傑作選）』（ISBN 9788988768150）に収録
    - 겹쳐서 두 개（直訳：重ねて二つ）- 2008年7月、鄭泰原（チョン・テウォン）訳『기묘한 신혼여행（奇妙な新婚旅行）』（ISBN 9788943103477）に収録

  - イコールYの悲劇
    - 이콜 Y의 비극 - 2008年7月、韓国推理作家協会編『季刊ミステリ』20号（2008年夏号）に掲載、鄭泰原訳

### アメリカ合衆国
- 短編
  - 都市伝説パズル
    - An Urban Legend Puzzle - 『エラリー・クイーンズ・ミステリ・マガジン』2004年1月号に掲載後、"Passports to Crime: Finest Mystery Stories from International Crime Writers"（2007年1月、ISBN 978-0786719167）と"The Mammoth Book of Best International Crime"（2009年8月、ISBN 978-1845299576）に収録

  - 緑の扉は危険
    - The Lure of the Green Door - 『エラリー・クイーンズ・ミステリ・マガジン』2014年11月号に掲載